# NGC 6224
NGC 6224 је елиптична галаксија у сазвежђу Херкул која се налази на NGC листи објеката дубоког неба.
Деклинација објекта је + 6° 18' 44" а ректасцензија 16h 48m 18,5s. Привидна величина (магнитуда) објекта NGC 6224 износи 13,8 а фотографска магнитуда 14,8. NGC 6224 је још познат и под ознакама UGC 10555, MCG 1-43-2, CGCG 53-10, PGC 59017.